# Challenger de Rodas
El Ixian Grand Aegean Tennis Cup es un torneo profesional de tenis. Pertenece al ATP Challenger Series. Se juega desde el año 2009 sobre pistas duras, en Rodas, Grecia.

## Palmarés

### Individuales
| Año  | Campeón         | Finalista        | Resultado   |
| ---- | --------------- | ---------------- | ----------- |
| 2010 | Dudi Sela       | Rainer Schüttler | 7–6(3), 6–3 |
| 2009 | Benjamin Becker | Simon Stadler    | 7–5, 6–3    |

### Dobles
| Año  | Campeones                    | Finalistas                   | Resultado              |
| ---- | ---------------------------- | ---------------------------- | ---------------------- |
| 2010 | Dustin Brown Simon Stadler   | Jonathan Marray Jamie Murray | 7–6(4), 6–7(4), [10–7] |
| 2009 | Karol Beck Jaroslav Levinský | Rajeev Ram Bobby Reynolds    | 6–3, 6–3               |